# Parafia Matki Bożej Nieustającej Pomocy w Nizinach
Parafia Matki Bożej Nieustającej Pomocy w Nizinach – parafia rzymskokatolicka znajdująca się w archidiecezji przemyskiej w dekanacie Żurawica.

## Historia
Pierwsza wzmianka o wsi Dusowce (Niziny – po zmianie nazwy) pochodzi z 18 listopada 1387 roku, z dekretu lokacji. Była to wieś zamieszkała przez grekokatolików, którzy w 1641 roku zbudowali drewnianą cerkiew pw. Opieki Bogurodzicy. We wrześniu  1945 roku grekokatolicy zostali wysłani na stację kolejowa w Żurawicy, aby oczekiwać na transport na Ukrainę. W tym czasie do Dusowiec przybyli polscy repatrianci z pod Lwowa. Po tygodniu oczekiwania i wyczerpaniu się zapasów żywności grekokatolicy wrócili do swych domów, aby zaopatrzyć się w żywność na drogę. Polacy stawili opór, i wówczas przybyły bandy UPA, które 17 września spaliły całkowicie Walawę i Dusowce. Nowi mieszkańcy udali się w okolice Wrocławia. 
W marcu 1946 roku przybyli do Urzędu Ziemskiego w Przemyślu - Antoni i Stanisław Kisała oraz Feliks Wojnar z Handzlówki, a w 1947 roku przybyli nowi osadnicy z Handzlówki. Z czasem dołączyli kolejni z powiatów : łańcuckiego,rzeszowskiego i przeworskiego. Zwieńczeniem odbudowy i osadnictwa wsi była potrzeba budowy świątyni. Na początku lat 50. XX wieku zawaliła się cerkiew. Część Ikonostasu zachowała się i jest przechowywana i eksponowana w Muzeum Archidiecezji Przemyskiej.
18 czerwca 1981 roku mieszkańcy Nizin podjęli decyzję o budowie kościoła. Latem 1982 roku rozpoczęto budowę. 9 czerwca 1982 roku na placu kościelnym ustawiono krzyż, który został poświęcony przez ks. dziekana Stanisława Burczyka. 27 sierpnia 1982 roku rozpoczęła się budowa kościoła według projektu inż. arch. Józefa Olecha z Przemyśla. 11 września 1983 roku bp Ignacy Tokarczuk dokonał wmurowania kamienia węgielnego. 24 grudnia 1983 roku odprawiono pierwszą mszę św. „Pasterkę”.
13 października 1983 roku bp Ignacy Tokarczuk poświęcił kościół pw. Matki Bożej Nieustającej Pomocy, a 14 września 1986 roku dokonał jego konsekracji. W 2012 roku obchodzono jubileusz 25-lecia konsekracji Kościoła. Kościół jako filialny obsługiwany był przez księży z Sośnicy i Walawy. 
Duchowni sprawujący posługę duszpasterską w Nizinach na przestrzeni 25 lat to: ks. Józef Świerczek, ks. Stanisław Żukowski, księża z Żurawicy. ks. Stefan Kołodziej, ks. Stanisław Stodolak, ks. Antoni Bieszczad, ks. Jan Sowa, ks. Henryk Pszona, ks.Stanisław Tokarz, ks. Antoni Krzysik, ks. Jan Syrylak (1998–2005), ks. Andrzej Kudyba (od 2005 rektor kościoła). Wraz z objęciem administrowania kościoła w Nizinach przez ks. Andrzeja Kudybę, Niziny otrzymały status rektoratu, a następnie parafii.
8 kwietnia 2007 dekretem abpa Józefa Michalika została erygowana parafia, z wydzielonego terytorium parafii Walawa. Pierwszym proboszczem został wcześniejszy rektor, ks. Andrzej Kudyba. 
Polichromie wnętrza kościoła i 14 stacji wykonał artysta plastyk z Krakowa, Zygmunt Wielgus.
Na terenie parafii jest 955 wiernych (w tym: Niziny – 923, Chałupki Dusowskie – 32).
Parafia regularnie wydaje gazetkę (tygodnik) „Nieustającej Westchnienie...”.

## Proboszczowie parafii
- ks. Andrzej Kudyba (2007–2011)
- ks. Marek Danak (2011–2017)
- ks. Kazimierz Kopeć (od 2017)